# إعصار عيد العمال 1935
إعصار عيد العمال 1935 كان إعصارًا أطلسيًا بالغ الشدة والتدمير ضرب جنوب شرق الولايات المتحدة في أوائل سبتمبر 1935. ظل لعقود عديدة أشد إعصار أطلسي مسجل من حيث الضغط الجوي حتى تجاوزه إعصار غيلبرت عام 1988؛ كما كان الأشد مسجلاً في سرعة الرياح المستدامة لمدة دقيقة واحدة (حتى تجاوزه إعصار آلن عام 1980)؛ والأشد عند اليابسة في سرعة الرياح المستدامة لمدة دقيقة واحدة (متعادلاً مع إعصار دوريان عام 2019).
يمثل هذا الإعصار العاصفة المدارية الرابعة، والعاصفة المدارية الثالثة، والإعصار الثاني، والإعصار الكبير الثاني لموسم أعاصير المحيط الأطلسي 1935. وهو أحد الأعاصير الأربعة المصنفة ضمن الفئة الخامسة على مقياس سفير-سمبسون التي ضربت أراضي الولايات المتحدة المتجاورة، إلى جانب إعصار كاميل (1969)، وإعصار أندرو (1992)، وإعصار مايكل (2018).

دمار شامل في المنطقة بين تافيرنير وماراثون، حيث دمرت بلدة إسلامورادا بالكامل.
أضرار جسيمة لسكك حديد "فلوريدا إيست كوست" والطرق البحرية.
بعد اجتياز فلوريدا كيز، ضعف الإعصار وهبط مرة أخرى قرب سيدار كي في 4 سبتمبر، متسببًا في فيضانات وأضرار في ولايات جنوبية وشمالية شرقية أخرى.
الاستعدادات والتحذيرات
أصدر مكتب الأرصاد تحذيرات من الأعاصير لمنطقة كي ويست في 2 سبتمبر ظهرًا.
طلبت إدارة الإغاثة الطارئة في فلوريدا قطار إخلاء خاص لنقل المحاربين القدامى من معسكرات العمل في الجزر العليا، لكنه وصل متأخرًا عند إسلامورادا مع بدء موجة العاصفة.
الآثار والدمار
فلوريدا كيز
دمار غير مسبوق: جرفت المياه معظم المباني بين تافيرنير وماراثون.
سكك الحديد: اشتعلت 11 عربة قطار إخلاء بالمياه، لكن جميع الركاب نجوا بأعجوبة.
خسائر بشرية: قُتل 423 شخصًا (259 محاربًا قديمًا و164 مدنيًا) وفقًا للإحصاء الرسمي، مع صعوبات في تحديد العدد الدقيق بسبب تشتت الجثث.
مناطق أخرى
جنوب شرق فلوريدا: أضرار محدودة في ميامي وغرب بالم بيتش، لكن محصول الحمضيات في هومستيد دُمر.
ساحل الخليج: دمار كبير في سيدار كي مع انهيار أسقف المباني ومقتل 3 أشخاص.
ولايات الشرق: أمطار غزيرة تسببت في فيضانات في ماريلاند وديلاوير (16.6 سم في إيستون)، وأضرار للمحاصيل في جورجيا وكارولينا.
ما بعد الكارثة
معسكرات المحاربين القدامى
كان نحو 700 محارب قديم يعملون في مشاريع الطرق عندما ضرب الإعصار. أثارت وفياتهم جدلاً كبيرًا حول تقصير الحكومة في إخلائهم. الكاتب إرنست همنغواي انتقد الإهمال في مقال شهير بعنوان "من قتل المحاربين القدامى؟".
التحقيقات والمساءلة
اتهم تقرير منظمة "الفيلق الأمريكي" الحكومة بـ"القتل" بسبب الإهمال.
تحقيق حكومي خلص إلى أن الكارثة كانت "فعلًا إلهيًا"، لكن تقارير داخلية أشارت إلى إهمال مسؤولين محليين.
النصب التذكارية
نصب فلوريدا كيز في إسلامورادا: يحوي رفات الضحايا ويُقام عليه مراسم سنوية في يوم الذكرى ويوم العمال.
نصب مقبرة وودلون بارك في ميامي: خصص لضحايا المحاربين القدامى.
في 2006، سُمي جزيرة "فيتيرانز كي" تكريمًا للضحايا.
الأهمية التاريخية
يظل هذا الإعصار تحذيرًا من قوة الطبيعة وأهمية الاستعداد للأعاصير، خاصة مع تشابه مساره مع أعاصير مدمرة لاحقة مثل أندرو (1992) وإرما (2017). لا تزال آثاره المأساوية على المجتمعات المحلية والمحاربين القدامى جزءًا من ذاكرة فلوريدا الجماعية.
1. ↑  Hensen، Bob. "Remembering the Labor Day Hurricane of 1935 in the Florida Keys". Weather Underground. مؤرشف من الأصل في 2016-08-29. اطلع عليه بتاريخ 2016-08-14.